# Onderscheidingsteken voor Langdurige, Eerlijke en Trouwe Dienst bij de Militaire Kustwacht
Het Onderscheidingsteken voor Langdurige, Eerlijke en Trouwe Dienst bij de Militaire Kustwacht voor militairen, beneden de rang van officier, dienende bij de Militaire Kustwacht werd in 1903 door Wilhelmina der Nederlanden bij Koninklijk Besluit ingesteld. In een Koninklijk Besluit van 30 maart 1926 werd de medaille opgeheven en vervangen door het Onderscheidingsteken voor Langdurige, Eerlijke en Trouwe Dienst bij de Marine-Kustwacht.
Het Koninklijk Besluit van 30 maart 1926 bepaalde Koningin Wilhelmina dat de medaille zou worden uitgereikt aan "militairen beneden de rang van officier dienende bij de Nederlandse Militaire Kustwacht". Op de voorzijde draagt de medaille een sierlijke “W” voor Wilhelmina onder een wapenmantel met paviljoen en beugelkroon terwijl de keerzijde van de medaille het oude Rijkswapen, zoals gebruikt tot 1905, toont. Het wapen rust op twee onttakelde ankers en daaromheen staat het rondschrift “VOOR TROUWEN DIENST” en “MILITAIRE KUSTWACHT”.
De ronde medaille is 37 millimeter breed en werd uitgereikt in brons voor 12 jaar dienst en in zilver voor 24 jaar dienst. Er was een gouden medaille voor 36 jaar trouwe dienst.

## De medailles
Het lint is horizontaal gedeeld in een oranje baan en een Nassau's blauwe baan en verschilt dus van dat van de onderofficieren en manschappen van de Koninklijke Landmacht en de Koninklijke Marine. Vroeger werd de medaille niet als baton maar steeds als modelversiersel of als miniatuur aan een verkleind lint gedragen maar daarin is verandering gekomen al zullen er tegen die tijd geen dragers van de medaille meer in actieve dienst zijn geweest. Het omschrift "VOOR TROUWEN DIENST" en "MILITAIRE KUSTWACHT". Er was geen knoopsgatversiering.